# Lingua catolica
Lingua catolica — проєкт міжнародної штучної мови, запропонований в 1890 році Чилійським морським лікарем Альбертом Ліптеєм (Albert Liptay). «Catolica» в назві мови означає, перш за все, «загальний» (від значення давньогрецького слова «καθολικός»).
На початку 1890-х Ліптей публікує свою роботу спочатку іспанською — «La lengua católica ó sea proyecto de un idioma internacional sin construccion gramatical» (назву можна перекласти як «Загальна мова або проєкт міжнародної мови без граматичних конструкцій»), а пізніше французькою (1892) і німецькою мовами (німецьке видання вийшло в Лейпцигу під назвою «Eine Gemeinsprache der Kulturvölker» — «Спільна мова культурних народів»).
У цій роботі Ліптей дає як критичний розбір деяких попередніх мовних проєктів, так і начерк нової міжнародної мови, намічаючи лише в загальних рисах його словник і граматику, і обіцяючи його повну розробку в майбутньому.
При цьому Ліптей проголошує девіз «єдина оригінальність цього проєкту полягає у відсутності будь-якої оригінальності» і заявляє про відмову від наміру винаходити мову, намагаючись замість цього показати, що міжнародна мова вже є — завдяки існуванню десятків тисяч спільних і майже ідентичних слів в англійській, французькій, німецькій, іспанській, італійській мовах та латині (від якої всі вони значною мірою створилися).
Проєкт Ліптея був досить високо оцінений сучасниками. Так, С. Булич, розглянувши у статті «Всесвітня або міжнародна мова» поряд з ним кілька інших мовних проєктів того часу (волапюк, пасилінгва, есперанто, космос), визнав lingua catolica «найвдалішою з усіх існуючих спроб загальної мови», пославшись при цьому також на думку відомого англійського вченого Макса Мюллера.
Проте надалі ця мова, на відміну від есперанто, поширення не отримала.